# Desa Wanajaya (administrativ by i Indonesien, lat -6,78, long 108,26)
Desa Wanajaya är en administrativ by i Indonesien.   Den ligger i provinsen Jawa Barat, i den västra delen av landet, 170 km öster om huvudstaden Jakarta.